# 斯威夫特隕石坑
斯威夫特坑是火星的天然衛星火衛二上的撞擊坑，它的直徑大約3（1.9英里）。斯威夫特坑是以喬納森·斯威夫特之名命名的，他預測到火星有衛星的存在。斯威夫特坑是火衛上已命名的兩個地型特徵之一，另一個是伏爾泰坑。在2006年7月10日，火星全球探勘者號從22,985（14,282英里）的距離上拍攝了火衛二的影像，可以看見斯威夫特坑。